# Jerzy Jan Woźniak
Jerzy Jan Woźniak (* 27. Dezember 1932 in Rembertów, heute Warschau; † 9. Januar 2011 in Warschau) war ein polnischer Fußballspieler.

## Sportlicher Werdegang
Woźniak spielte zunächst im Nachwuchs von Kadra Rembertów, ehe der Abwehrspieler 1949 zu Marymont Warschau wechselte und dort im Erwachsenenbereich debütierte. 1953 spielte er eine Spielzeit für Lotnik Warschau, anschließend spielte er knapp 13 Jahre in der Abwehr von Legia Warschau. Dabei gewann er mit dem Klub der polnischen Streitkräfte zweimal die polnische Meisterschaft und dreimal den Landespokal und wurde zum Nationalspieler in der polnischen Nationalmannschaft. Nach seinem Debüt gegen Rumänien 1955 bestritt er bis 1962 35 Länderspiele. Ein Höhepunkt seiner Karriere war seine Teilnahme an den Olympischen Spielen 1960. Während des Turniers kam er in allen drei Gruppenspielen zum Einsatz, verpasste aber als Gruppendritter einen Aufstieg in die K.O.-Runde. Bei KS Warszawianka und RKS Błonie ließ er seine aktive Laufbahn ausklingen.
Später war der hauptberufliche KfZ-Mechaniker Woźniak als Trainer tätig. Über das Leben des mit dem polnischen Verdienstorden ausgezeichneten Fußballers abseits des Spielfeldes ist kaum etwas bekannt. Im Januar 2011 verstarb er im Alter von 78 Jahren.